# MBone
Het nadeel bij multicast is dat niet alle Internet Service Providers (ISPs) IP multicast ondersteunen. Hiervoor werd MBone ontwikkeld, operationeel sinds 1992. Het maakt multicasting mogelijk over het datagramgeoriënteerde internet.
MBone is een laag boven op het internet. Het bestaat uit eilandjes van netwerken die wel multicast-enabled zijn en die verbonden worden door "`tunnels"'. Ieder eiland bestaat uit een LAN of een aantal intergeconnecteerde LAN's met multicast routers.  Deze multicast routers zijn via de tunnels over het internet met elkaar verbonden, zodat MBone-packets tussen de eilanden gestuurd kunnen worden.
Als alle routers in de toekomst zelf multicastverkeer kunnen behandelen, zal MBone niet meer nodig zijn.